# Wald-Geißbart
Der Wald-Geißbart (Aruncus dioicus) ist eine Pflanzenart aus der Gattung der Geißbärte (Aruncus) in der Unterfamilie der Spiraeoideae innerhalb der Familie der Rosengewächse (Rosaceae).

## Beschreibung

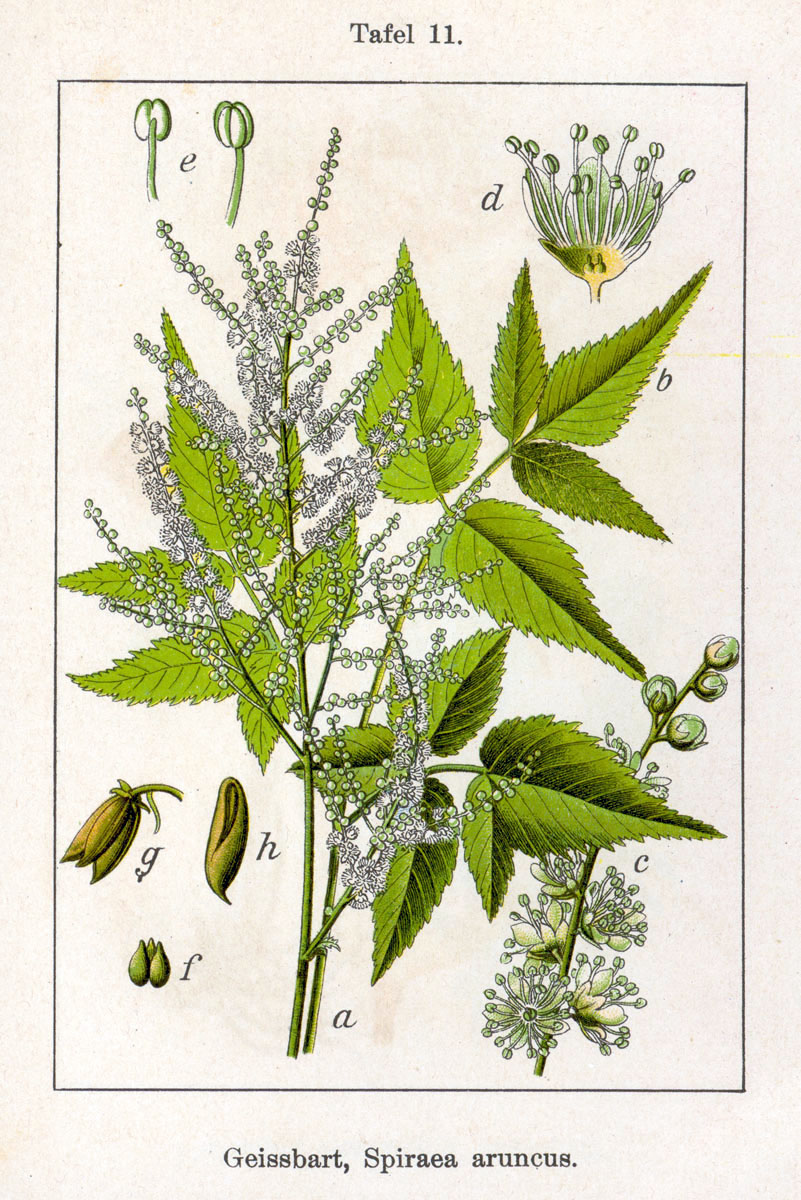
Illustration aus Sturm

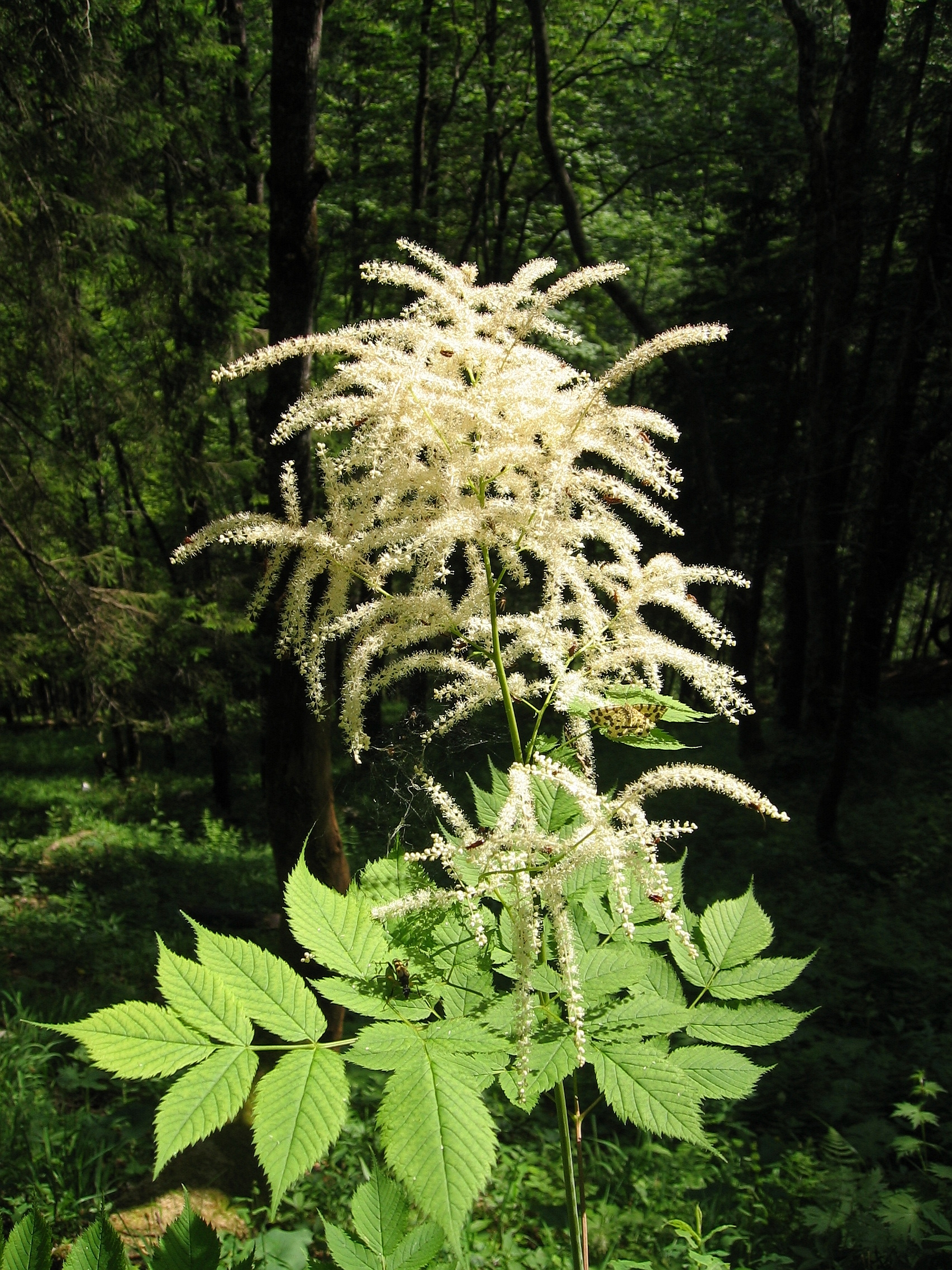
Laubblätter und endständiger Blütenstand

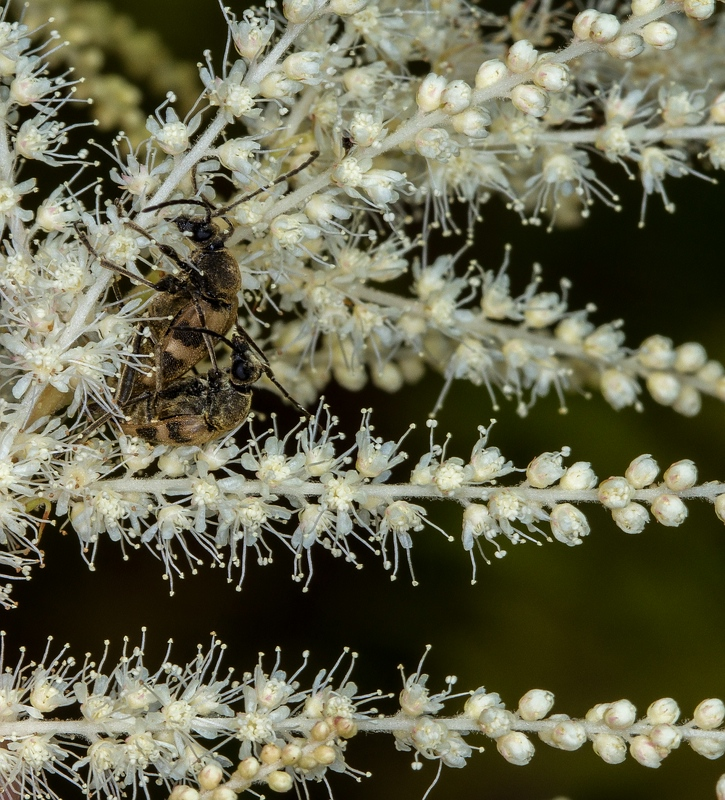
Ausschnitt eines Blütenstandes

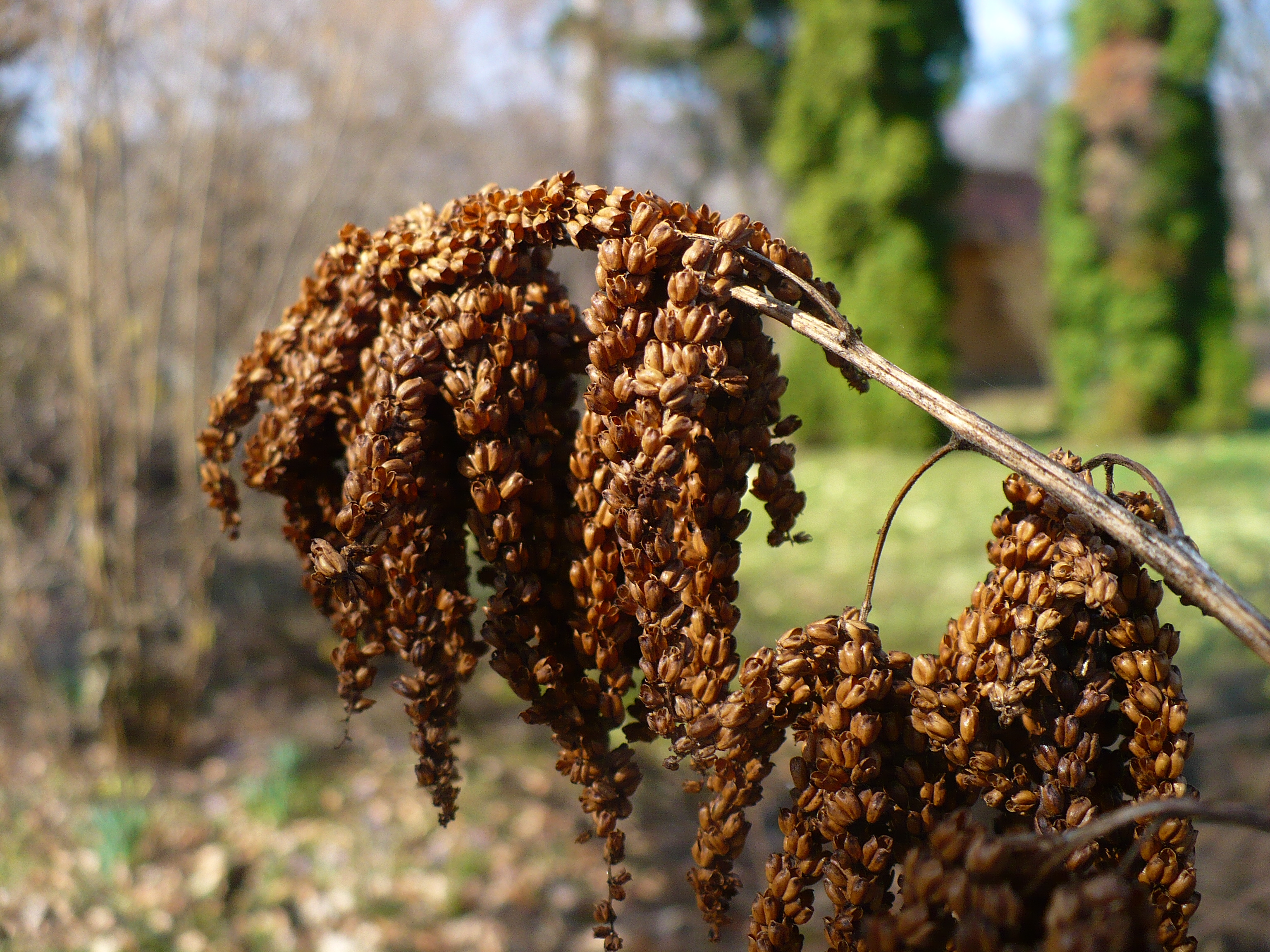
Fruchtstand

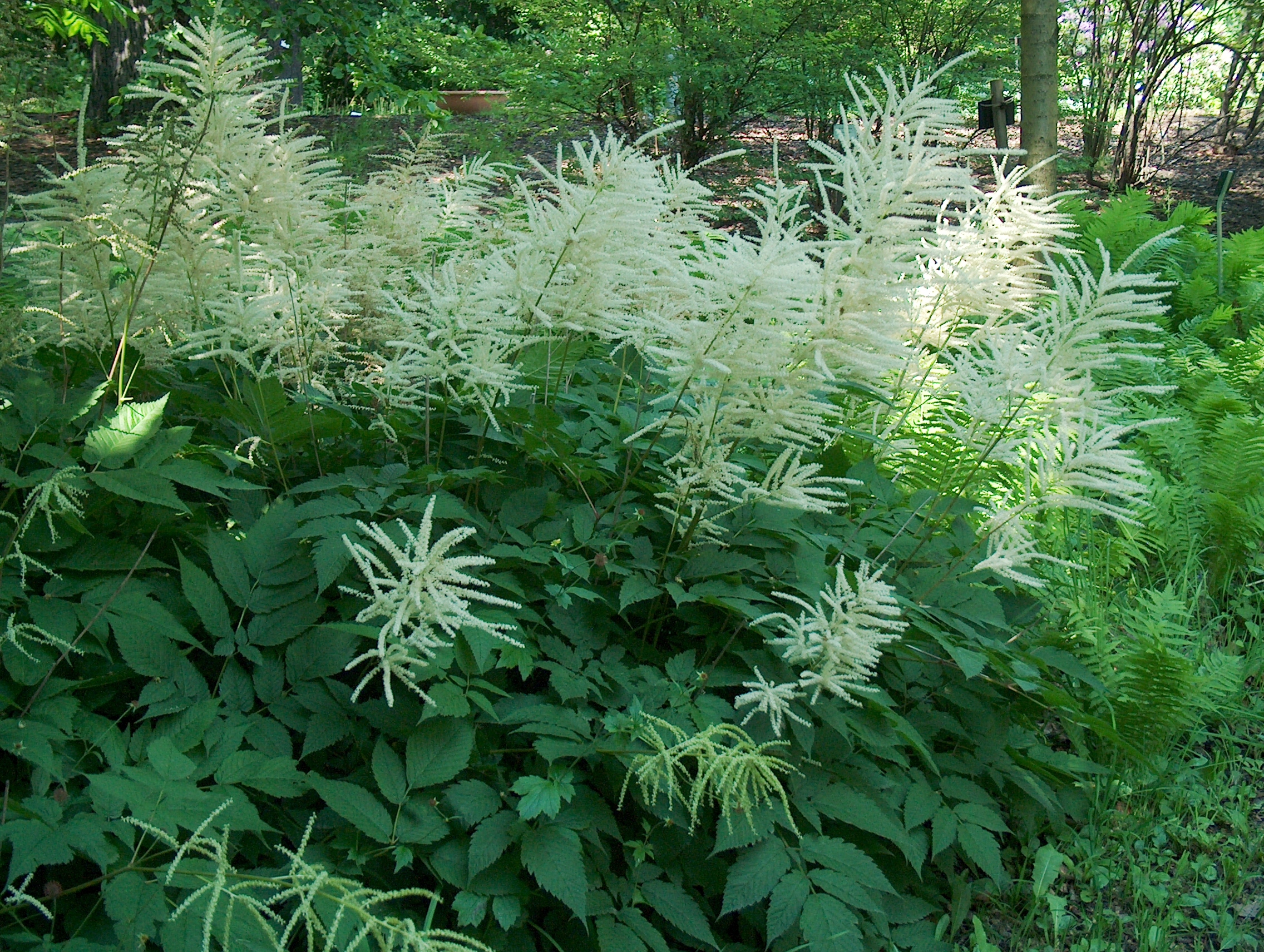
Bestand des Wald-Geißbarts

### Erscheinungsbild und Blatt
Beim Wald-Geißbart handelt es sich um eine ausdauernde krautige Pflanze, die Wuchshöhen von meist 100 bis 150 (30 bis 200) Zentimetern erreicht. Sie besitzt ein kurzes, kräftiges, unterirdisches, verholzendes Rhizom, von dem viele Wurzeln ausgehen. Die aufrechten, etwas geknickten und bis hinauf zum Blütenstand unverzweigten Stängel sind stielrund bis seicht gefurcht und verholzen oft am Grunde.
Die mit einer Länge von bis zu 1 Meter sehr großen, wechselständig am Stängel angeordneten Laubblätter sind in Blattstiel und -spreite gegliedert. Die Blattspreite ist zwei- bis dreifach drei- oder fünfteilig gefiedert. Die grünen bis grau-grünen Fiederblättchen sind bei einer Länge von 6 bis 15 Zentimetern eiförmig mit fast herzförmiger bis zugespitzter Basis und spitzem bis lang zugespitztem oberen Ende. Ihre Ränder sind scharf unregelmäßig bis doppelt gesägt. Anfangs ist die Blattunterseite abstehend behaart und verkahlen später. Es sind keine Nebenblätter vorhanden.

### Blütenstand und Blüte
Die endständigen, oft leicht überhängenden, mit einer Länge von 20 bis 30, selten bis zu 50 Zentimetern großen Gesamtblütenständen sind aus rispig angeordneten schmalen ährigen Teilblütenständen zusammengesetzt und enthalten Tausende kurz gestielte Blüten. Der Wald-Geißbart ist meist zweihäusig getrenntgeschlechtig (diözisch).
Die eingeschlechtigen, relativ kleinen, weißen Blüten haben einen Durchmesser von etwa 3 Millimetern. Die männlichen Blüten sind rein-weiß und die kleineren weiblichen Blüten sind creme-weiß bis gelblich-weiß. Die Kelchblätter sind 0,5 bis 1 Millimeter lang. Die Kronblätter der männlichen Blüten sind bei einer Länge von 1,5 bis 2 Millimetern länglich-keilförmig; die der weiblichen Blüten sind bei einer Länge von 1,2 bis 1,5 Millimetern schmal-verkehrt-eiförmig; sie besitzen ein spitzes bis stumpfes oberes Ende. Die 20 bis 30 Staubblätter der männlichen Blüten sind 1,5 bis 2 oder 3 bis 4 Millimeter lang; ihre mehr oder weniger gleichen Staubfäden sind dünn. Die kleinen Pollenkörner sind tri-colporate. Bei den weiblichen Blüten sind die Staubblätter zu Staminodien rückgebildet, die etwa so lang wie die Kelchblätter sind. Die Fruchtblätter sind so lang wie die Kronblätter und kahl, seltener behaart. Die Griffel sind selten 0,2 bis, meist 0,3 bis 0,8 Millimeter lang.

### Frucht und Samen
Je Blüte entstehen drei meist gedrehte Balgfrüchte, die je drei bis fünf Samen enthalten. Die Samen sind bei einer Länge von selten 1,5 bis 2, selten bis zu 2,5 Millimetern lanzettlich, an den Enden geflügelt und nur 0,1 mg schwer.

### Chromosomensatz
Die Chromosomengrundzahl beträgt meist x = 9; es liegt Diploidie mit einer Chromosomenzahl von 2n = 14 oder meist 18 vor.

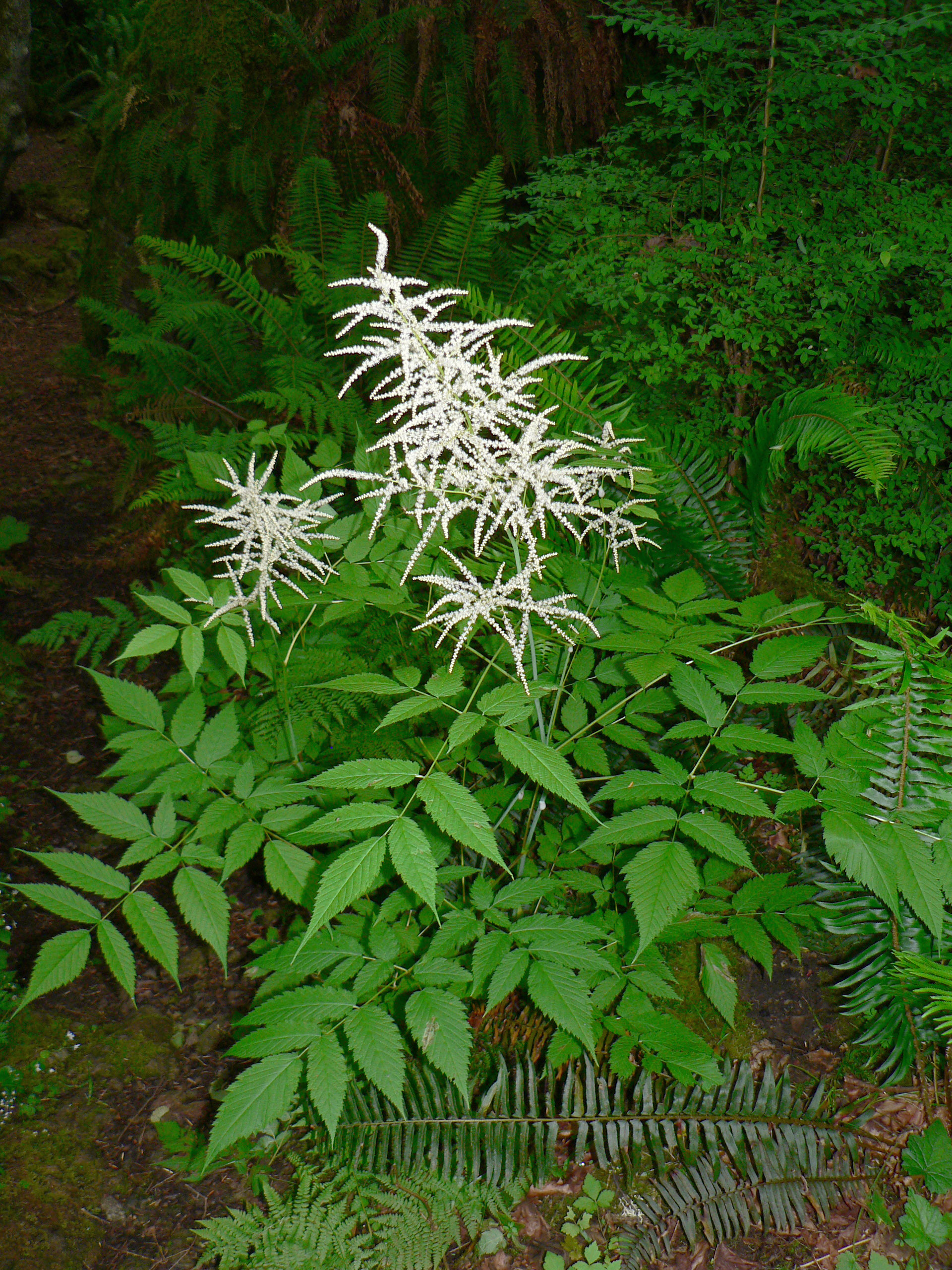
Aruncus dioicus var. acuminatus

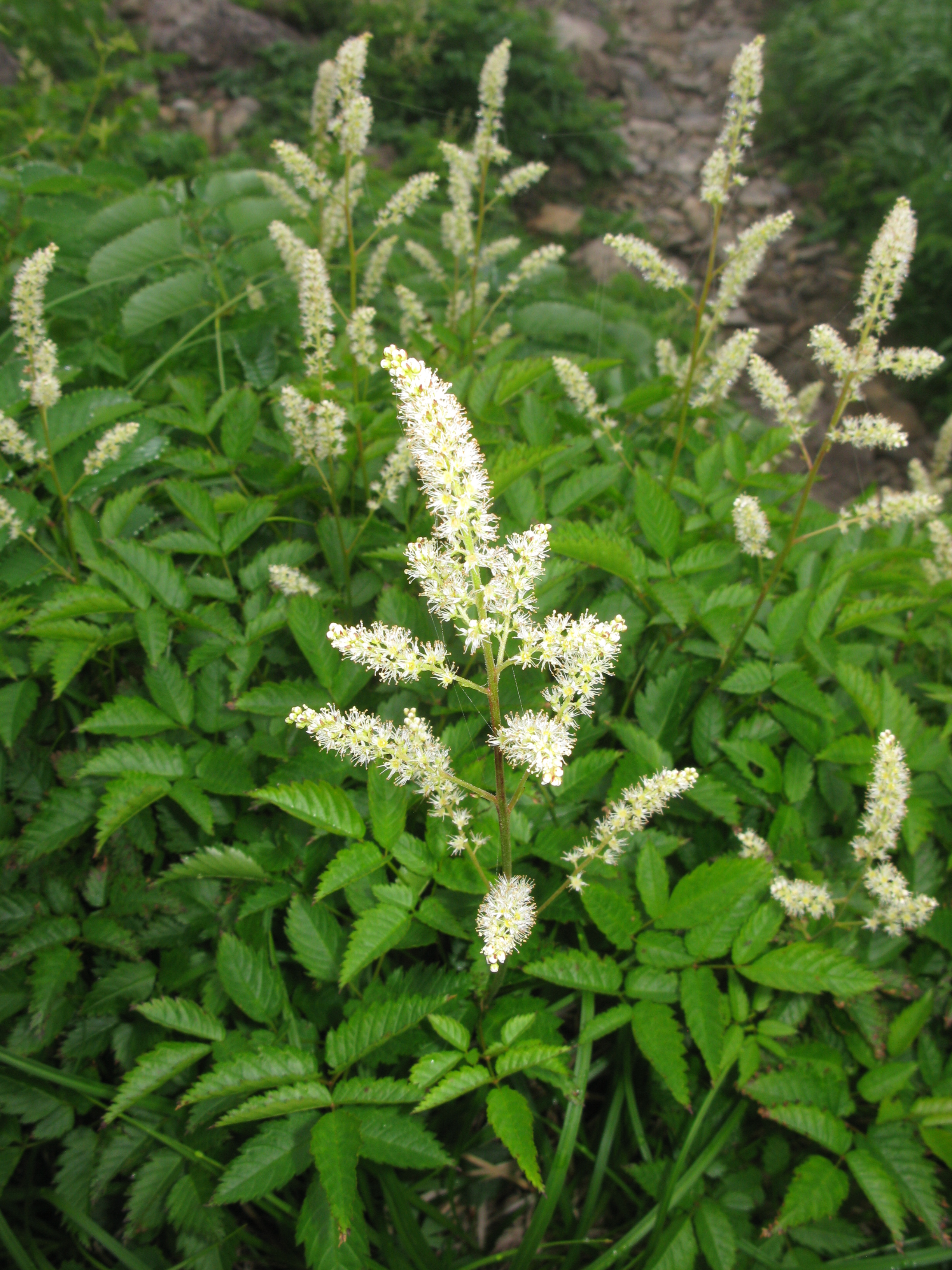
Aruncus dioicus var. astilboides

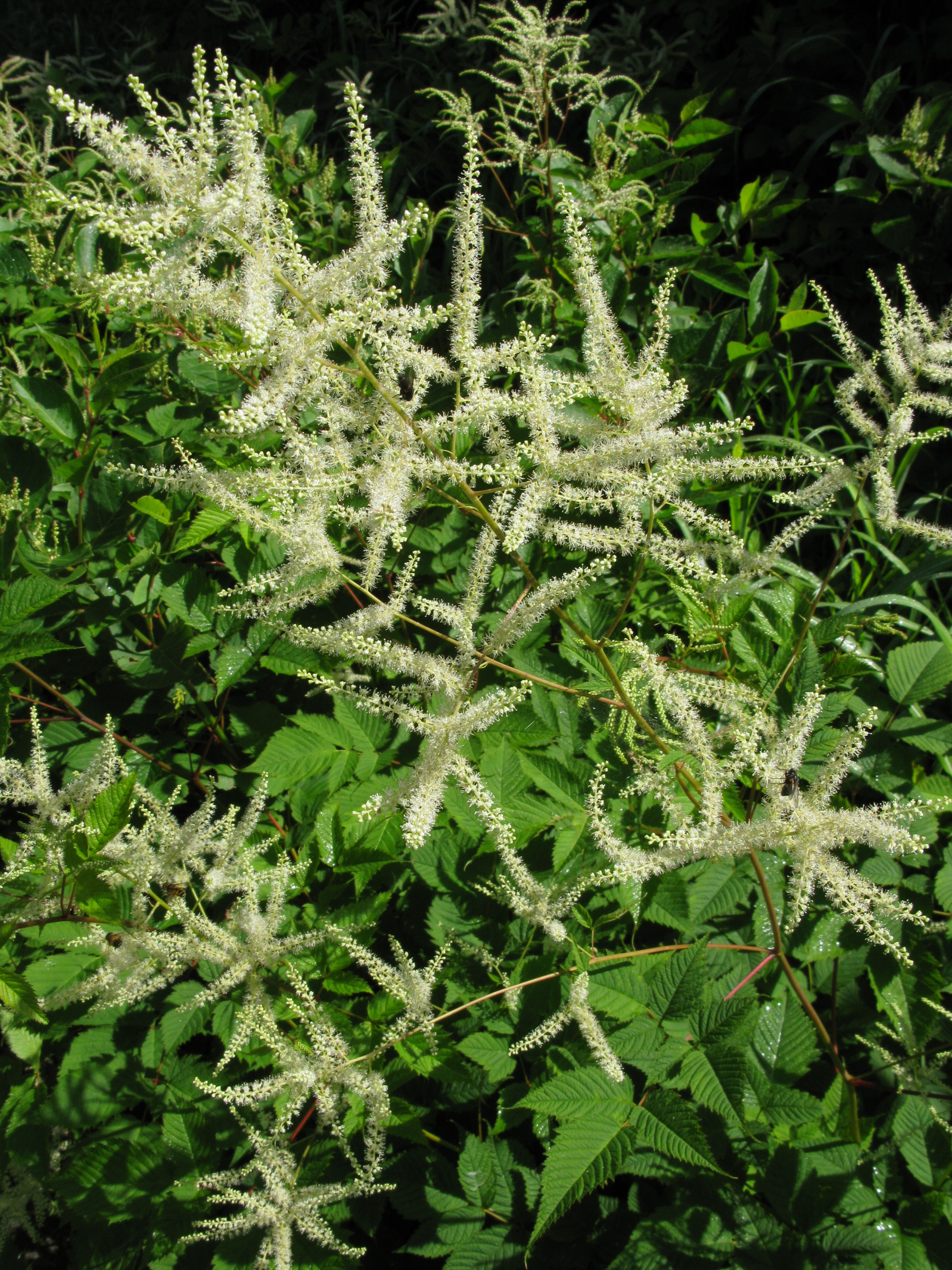
Aruncus dioicus var. kamtschaticus

## Ökologie und Phänologie
Beim Wald-Geißbart handelt es sich um einen hygromorphen Hemikryptophyten mit verholzendem Rhizom. Die vegetative Vermehrung erfolgt durch Rhizome, daher bildet der Wald-Geißbart oft ganze Bestände.
Die Blütezeit reicht von Juni bis Juli. Die Blütenstände enthalten bis zu 10.000 Einzelblüten. Blütenökologisch handelt es sich um „Pollen-Scheibenblumen“. Der Wald-Geißbart ist xenogam, es erfolgt obligate Fremdbefruchtung. Der Wald-Geißbart ist meist zweihäusig getrenntgeschlechtig (diözisch), also befinden sich männliche und weibliche Blüten auf verschiedenen Pflanzenexemplaren. Als Belohnung für Bestäuber ist kein Nektar, aber reichlich Pollen vorhanden. Bestäuber sind kurzrüsselige Bienen, Syrphiden, Käfer und Fliegen. Es findet ein reicher Besuch von verschiedenen Insekten statt, außer von Hummeln, besonders von Faltern.
Die Balgfrüchte sind Austrocknungsstreuer, die sich an der Bauchnaht öffnen. Die Samen sind Kältekeimer. Die Diasporen unterliegen der Wind- und Wasserausbreitung. Der Wald-Geißbart ist ein Wintersteher, der oft noch im nächsten Frühjahr Samen enthält. Fruchtreife erfolgt von September bis Oktober.

## Vorkommen
Der Wald-Geißbart ist in den gemäßigten Gebieten der Nordhalbkugel weitverbreitet. Für Aruncus dioicus var. dioicus gibt es Fundortangaben für Spanien, Andorra, Frankreich, Monaco, Italien, die Schweiz, Liechtenstein, Österreich, Deutschland, die Niederlande, Luxemburg, Belgien, Tschechien, Polen, Belarus, die Ukraine, Ungarn, Serbien, Kosovo, die Slowakei, Slowenien, Bosnien und Herzegowina, Kroatien, Montenegro, Nordmazedonien, Rumänien, Albanien, Griechenland, den asiatischen Teil der Türkei, Georgien, Abchasien, Adschara, Aserbaidschan, die Autonome Republik Nachitschewan und Armenien. Aruncus dioicus ist in vielen Ländern ein Neophyt. Der Wald-Geißbart ist – wie beispielsweise in Norddeutschland, wo diese Art nicht natürlich vorkommt – gebietsweise ein „Gartenflüchtling“.
Aruncus dioicus var. dioicus wächst an luftfeuchten, lichten oder halbschattigen Standorten, auf sickerfrischem, nährstoffreichen und basenreichen, oft kalkarmen, lockeren Mullböden in Schluchten und in Ahorn-Eschenwäldern auch in Buchen-Tannenwäldern oder in Buchenwäldern, oft in Säumen an Bächen oder an Böschungen. Er ist in Mitteleuropa pflanzensoziologisch eine Art des Verbands Tilio-Acerion und kommt oft im Arunco-Aceretum vor. Optimal gedeiht er in Saumgesellschaften des Verbands Arunco-Petasition.
Aruncus dioicus var. dioicus steigt in Deutschland in den Alpen in Höhenlagen bis zu 1500 Metern auf; in den Allgäuer Alpen in Tirol am Hüttenwald oberhalb Petersberg bis 1450 Meter. Im Kanton Wallis steigt er bis 1650 Meter, im Kaukasus bis 2020 Meter auf.
Die ökologischen Zeigerwerte nach Ellenberg sind: Lichtzahl 4 = Schatten- bis Halbschattenpflanze, Temperaturzahl 5 = Mäßigwärmezeiger, Kontinentalitätszahl 4 = gemäßigtes Seeklima zeigend, Feuchtezahl 6 = Frische- bis Nässezeiger, Feuchtewechsel = keinen Wechsel der Feuchte zeigend, Reaktionszahl = indifferent, Stickstoffzahl 8 = ausgesprochenen Stickstoffreichtum zeigend, Salzzahl 0 = nicht salzertragend, Schwermetallresistenz = nicht schwermetallresistent.
Die ökologischen Zeigerwerte nach Landolt et al. 2010 für Aruncus dioicus var. dioicus sind in der Schweiz: Feuchtezahl F = 3+ (feucht), Lichtzahl L = 2 (schattig), Reaktionszahl R = 3 (schwach sauer bis neutral), Temperaturzahl T = 3+ (unter-montan und ober-kollin), Nährstoffzahl N = 4 (nährstoffreich), Kontinentalitätszahl K = 2 (subozeanisch).

## Systematik und Verbreitung
Die Erstveröffentlichung erfolgte 1788 unter dem Namen (Basionym) Actaea dioica durch Thomas Walter in Flora Caroliniana, secundum ..., S. 152. Die Neukombination zu Aruncus dioicus (Walter) Fernald wurde 1939 durch Merritt Lyndon Fernald in Rhodora, Band 41 (489), S. 423 veröffentlicht. Weitere Synonym für Aruncus dioicus (Walter) Fernald sind: Aruncus sylvestris Kostel., Spiraea aruncus L., Aruncus sylvester Kostel. ex Maxim., Aruncus vulgaris (Maxim.) Raf. ex H.Hara, Aruncus sylvestris var. vulgaris Maxim., Ulmaria aruncus (L.) Hill, Astilbe aruncus (L.) Trevir., Spiraea paniculata St.-Lag. non Spiraea paniculata (Willd.) G.Don.
Die Systematik dieser Verwandtschaftsgruppe wird kontrovers diskutiert. Es wurden sehr viele Taxa beschrieben. Je nach Autor gibt es mehr oder weniger viele Subtaxa von Aruncus dioicus oder sie werden anderen Arten zugeschrieben oder gelten als eigene Arten.
Je nach Autor gibt es 5 bis 14 Varietäten (Auswahl):
- Aruncus dioicus var. acuminatus (Rydb.) H.Hara (Syn.: Aruncus acuminatus (Douglas ex Hook.) Rydb., Aruncus sylvester var. acuminatus (Douglas ex Hook.) Jeps., Aruncus sylvester subsp. acuminatus (Douglas ex Hook.) A.E.Murray): Sie gedeiht in Höhenlagen von 0 bis 4800 Metern in Nordamerika im kanadischen Yukon, Alberta sowie British Columbia und in den westlichen US-Bundesstaaten Alaska, Oregon, Washington sowie nördlichen Kalifornien.[3]
- Aruncus dioicus var. aethusifolius (H.Lév.) H.Hara: Dieser Endemit kommt nur in den Hallasan-Bergen auf der südkoreanischen Insel Jejudo vor.[8][15]
- Aruncus dioicus var. astilboides (Maxim.) H.Hara: Dieser Endemit kommt nur im nördlichen Teil der japanischen Insel Honshu vor.[15]
- Aruncus dioicus (Walter) Fernald var. dioicus
- Aruncus dioicus var. kamstchaticus (Maxim.) H.Hara (Syn.: Aruncus sylvester Kostel. ex Maxim., Aruncus asiaticus Pojarkova, Aruncus dioicus var. tenuifolius (Nakai ex H.Hara) H.Hara, Aruncus dioicus var. triternatus (Wall. ex Maxim.) H.Hara, Aruncus dioicus var. vulgaris (Maxim.) H.Hara, Aruncus kamtschaticus (Maxim.) Rydb., Aruncus kamtschaticus var. tomentosus (Koidz.) Miyabe & Tatewaki, Aruncus sylvester var. kamtschaticus Maxim., Aruncus sylvester var. tenuifolius Nakai ex H.Hara, Aruncus sylvester var. tomentosus Koidz., Aruncus sylvester var. triternatus Wall. ex Maxim., Aruncus sylvester var. vulgaris Maxim., Aruncus tomentosus (Koidz.) Koidz.): Sie ist in Ostasien von der Mongolei über Tibet und die chinesischen Provinzen Anhui, Gansu, Guangxi, Heilongjiang, Henan, Hunan, Jiangxi, Jilin, Liaoning, Shaanxi, Sichuan sowie Yunnan, indischen Bundesstaat Himachal Pradesh, Sikkim, Bhutan, Nepal über Korea und Russlands Fernem Osten bis Japan,[16] gedeiht in Mischwäldern in größeren Höhenlagen und wird, beispielsweise in Korea, als Nahrungs- sowie Heilpflanze verwendet.[17]
- Aruncus dioicus var. pubescens (Rydb.) Fernald (Syn.: Aruncus pubescens Rydb.): Sie gedeiht in Höhenlagen von 50 bis 700 Metern in den US-Bundesstaaten Arkansas, Illinois, Indiana, Iowa, Kentucky, Mississippi, Missouri, Ohio, Oklahoma sowie Tennessee.[3]
- Aruncus dioicus var. vulgaris (Maxim.) H.Hara (Syn.: Aruncus sylvester var. vulgaris Maxim.): Sie ist von Europa bis zum Kaukasusraum verbreitet. Sie ist in Nordamerika ein Neophyt.[3]

## Verwendung
Der Wald-Geißbart ist eine empfehlenswerte Garten- und Parkpflanze, sie ist auch für Wildpflanzengärten sehr geeignet. Ihre Vermehrung kann durch Teilung erfolgen.
In Norditalien werden die jungen Triebe als essbares Gemüse auf den Markt gebracht.

## Giftigkeit
Der Wald-Geißbart enthält wenige Blausäure-Glykoside und sollte deshalb nur gekocht genossen werden. Die Samen enthalten Saponine.